# Disco de Poincaré

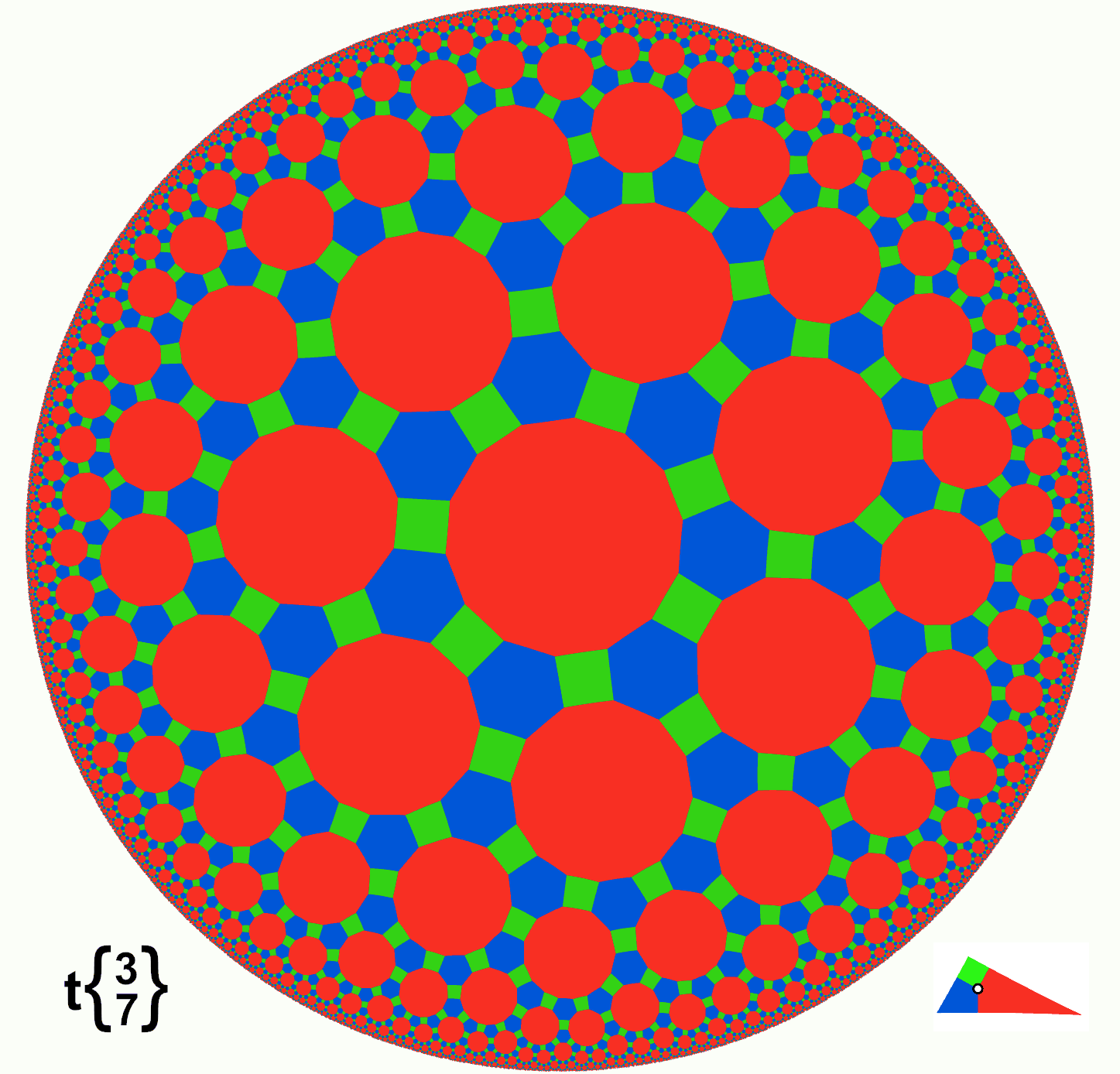
Disco de Poincaré de gran rombitruncado {3,7} teselado.

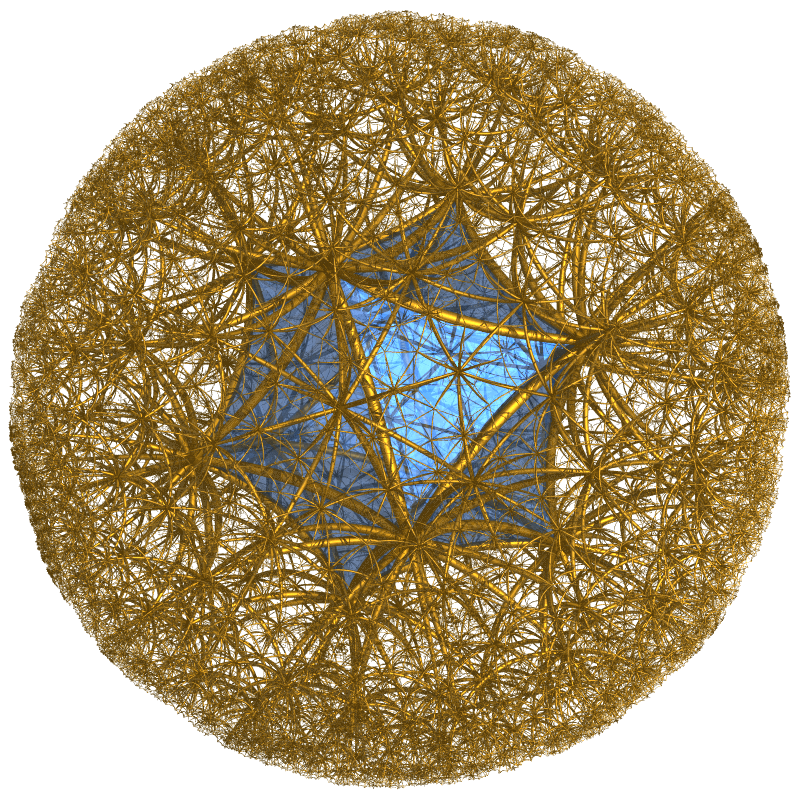
Bola de Poincaré en un 3-espacio hiperbólico.

En geometría, el modelo del disco de Poincaré, también llamado representación conforme, es un modelo de la geometría hiperbólica n-dimensional en el que los puntos de la geometría están en un disco o bola n-dimensional; y en el que las líneas rectas son arcos de circunferencia contenidos en el disco y ortogonales a su frontera, o bien diámetros del disco. Junto con el modelo de Klein y el modelo del semiespacio de Poincaré, fue propuesto por Eugenio Beltrami, quien utilizó estos modelos para mostrar que la geometría hiperbólica era equiconsistente con la geometría euclidiana.

## Métrica
Si u y v son dos vectores en un espacio vectorial real n-dimensional Rn con la norma euclidiana usual, ambos de norma inferior a uno, entonces se puede definir un invariante isométrico por
{\displaystyle \delta (u,v)=2{\frac {\lVert u-v\rVert ^{2}}{(1-\lVert u\rVert ^{2})(1-\lVert v\rVert ^{2})}},\,}
donde {\displaystyle \lVert \cdot \rVert } denota la norma euclidiana usual. La función de distancia es
{\displaystyle d(u,v)=\operatorname {arccosh} (1+\delta (u,v)).\,}
Esta función de distancia está definida para cualesquiera dos vectores de norma inferior a uno, y el conjunto de tales vectores forman un espacio métrico que es un modelo de espacio hipérbólico de curvatura constante −1. El modelo tiene la propiedad conforme que el ángulo entre las dos curvas que se intersecan en el espacio hipérbólico es el mismo que el ángulo en el modelo.
El tensor métrico asociado al disco de Poincaré está dado por
{\displaystyle ds^{2}=4{\frac {\sum _{i}dx_{i}^{2}}{(1-\sum _{i}x_{i}^{2})^{2}}}}
donde las xi son las coordenadas cartesianas del espacio euclídeo ambiente. Las geodésicas del modelo del disco son círculos perpendiculares a la esfera frontera Sn−1.

## Relación con el modelo del hiperboloide
El modelo del disco de Poincaré, así como el modelo de Klein, se relacionan con el modelo del hiperboloide proyectivamente. Dado un punto [t, x1, ..., xn] sobre la hoja superior de un hiperboloide del modelo del hiperboloide, se define un punto del modelo del hiperboloide, que se puede proyectar sobre la hipersuperficie t = 0 haciendo la intersección con una línea trazada desde [−1, 0, ..., 0]. El resultado es el correspondiente punto del disco de Poincaré.
Para las coordenadas cartesianas (t, xi) del hiperboloide e (yi) del plano, las fórmulas de conversión son :
{\displaystyle y_{i}={\frac {x_{i}}{1+t}}}
{\displaystyle (t,x_{i})={\frac {\left(1+\sum {y_{i}^{2}},\,2y_{i}\right)}{1-\sum {y_{i}^{2}}}}}
Compárese las fórmulas con la proyección estereográfica entre una esfera y un plano.

## Construcciones de geometría analítica en el plano hiperbólico
Una construcción básica de la geometría analítica es la de hallar una recta que pase por dos puntos dados. En el modelo del disco de Poincaré, las rectas del plano se definen por porciones de círculos con ecuaciones de la forma
{\displaystyle x^{2}+y^{2}+ax+by+1=0,\,}
que es la forma general de un círculo ortogonal al círculo unitario, o sino por diámetros. Dados dos puntos u y v en el disco que no estén en un diámetro, se puede resolver para el círculo de esta forma pasando por ambos puntos, y obtener
{\displaystyle {\begin{aligned}&{}\quad x^{2}+y^{2}+{\frac {u_{2}(v_{1}^{2}+v_{2}^{2})-v_{2}(u_{1}^{2}+u_{2}^{2})+u_{2}-v_{2}}{u_{1}v_{2}-u_{2}v_{1}}}x\\[8pt]&{}+{\frac {v_{1}(u_{1}^{2}+u_{2}^{2})-u_{1}(v_{1}^{2}+v_{2}^{2})+v_{1}-u_{1}}{u_{1}v_{2}-u_{2}v_{1}}}y+1=0.\end{aligned}}}
Si los puntos u y v son puntos de la frontera del disco que no están en los extremos de un diámetro, esto se simplifica a 
{\displaystyle x^{2}+y^{2}+{\frac {2(u_{2}-v_{2})}{u_{1}v_{2}-u_{2}v_{1}}}x-{\frac {2(u_{1}-v_{1})}{u_{1}v_{2}-u_{2}v_{1}}}y+1=0.}

## Ángulos
Puede calcularse el ángulo entre el arco circular cuyos extremos (puntos ideales) están dados por vectores unitarios u y v, y el arco cuyos extremos son s y t, dada una fórmula. Dado que los puntos ideales son los mismos en el modelo de Klein y en el modelo del disco de Poincaré, las fórmulas son idénticas para ambos modelos. 
Si las rectas de ambos modelos son diámetros, de modo que v = −u y t = −s, entonces meramente se encuentra el ángulo entre dos vectores unitarios, y la fórmula para el ángulo θ es
{\displaystyle \cos(\theta )=u\cdot s.\,}
Si v = −u pero no t = −s, la fórmula se convierte, en términos del producto exterior, en
{\displaystyle \cos ^{2}(\theta )={\frac {P^{2}}{QR}},}
donde 
{\displaystyle P=u\cdot (s-t),\,}
{\displaystyle Q=u\cdot u,\,}
{\displaystyle R=(s-t)\cdot (s-t)-(s\wedge t)\cdot (s\wedge t).\,}
Si ambas cuerdas no son diámetros, la fórmula general obtiene 
{\displaystyle \cos ^{2}(\theta )={\frac {P^{2}}{QR}},}
donde
{\displaystyle P=(u-v)\cdot (s-t)-(u\wedge v)\cdot (s\wedge t),\,}
{\displaystyle Q=(u-v)\cdot (u-v)-(u\wedge v)\cdot (u\wedge v),\,}
{\displaystyle R=(s-t)\cdot (s-t)-(s\wedge t)\cdot (s\wedge t).\,}
Utilizando la identidad de Binet–Cauchy y el hecho de que estos vectores son unitarios, las expresiones precedentes pueden rescribirse en términos puramente del producto escalar, como
{\displaystyle P=(u-v)\cdot (s-t)+(u\cdot t)(v\cdot s)-(u\cdot s)(v\cdot t),\,}
{\displaystyle Q=(1-u\cdot v)^{2},\,}
{\displaystyle R=(1-s\cdot t)^{2}.\,}

## Realizaciones artísticas
La edición Circle Limit IV por M.C. Escher, es una visualización artística del disco de Poincaré.